# Wet gemeenschappelijke regelingen
De Wet gemeenschappelijke regelingen (Wgr) is een Nederlandse wet, ingegaan op 1 januari 1985, waarin gemeenschappelijke regelingen worden getroffen tussen de openbare lichamen, gemeenten, provincies en waterschappen. Deze wet is de belangrijkste grondslag voor samenwerking tussen gemeenten, provincies en waterschappen, zoals intergemeentelijke samenwerking.

## Vormen gemeenschappelijke regelingen
Er zijn verschillende soorten gemeenschappelijke regelingen:
1. een openbaar lichaam met rechtspersoonlijkheid, een algemeen bestuur, een dagelijks bestuur en een voorzitter (Wgr)
2. een gemeenschappelijk orgaan (GO) zonder of met rechtspersoonlijkheid; voorbeelden Stedendriehoek en regio Arnhem Nijmegen (sinds 2016, was voorheen plusregio)[3]
3. de bedrijfsvoeringsorganisatie (rechtspersoon) met een ongeleed bestuur; regeling waarbij uitsluitend colleges van burgemeesters en wethouders deelnemen
4. het laten behartigen van de gemeenschappelijke taken door personen of organen werkzaam bij deelnemende gemeenten, zogenaamde centrumgemeente

Iedere gemeente in Nederland neemt deel aan diverse Wgr-regelingen en werkt daarbij samen in verschillende samenstellingen. De wet wordt vooral toegepast bij de uitvoering van de wet sociale werkvoorziening. Na 2004 is het aantal Wgr's waarbij gemeenten samen een sociale dienst oprichten met name voor de uitvoering van de wet werk en bijstand snel toegenomen.
De eerste soort, met een speciaal openbaar lichaam, is een zware variant van Wgr-regeling; voorbeelden waren de plusregio's in stedelijke gebieden (stadsregio's). Hiervoor gold de Wgr-plusregeling in Hoofdstuk XI van de wet. Dit hoofdstuk is per 1 januari 2015 vervallen.
Enkele voorbeelden van een 'gewone' gemeenschappelijke regeling volgens de Wgr zijn de Drechtsteden en Holland Rijnland.
De openbare lichamen Bonaire, Sint Eustatius en Saba kunnen op basis van hoofdstuk XI van deze wet op vergelijkbare wijze samenwerkingsverbanden oprichten. Het kan gaan om een:
- 'samenwerkingslichaam' met rechtspersoonlijkheid dat wordt bestuurd door een algemeen bestuur, een dagelijks bestuur en een voorzitter;
- een 'gemeenschappelijk orgaan' zonder rechtspersoonlijkheid.

Er zijn 29 omgevingsdiensten waarin de taken op het gebied van vergunningverlening, toezicht en handhaving van milieuwetgeving zijn gebundeld. Zes van deze 29 omgevingsdiensten houden zich bezig met de vergunningverlening, toezicht en handhaving van het Besluit Risico's Zware Ongevallen 2015 (de BRZO-omgevingsdiensten oftewel BRZO-OD's). Met de inwerkingtreding van de wet verbetering vergunningverlening, toezicht en handhaving (de wet VTH) op 14 april 2016 moeten de omgevingsdiensten de vorm van een gemeenschappelijke regeling hebben.
Veel gemeenten en vrijwel alle waterschappen hebben gemeenschappelijke regelingen opgericht voor het heffen en innen van gemeente- en waterschapbelastingen (openbare lichamen). In enkele gevallen geschiedt de samenwerking door het onderbrengen van deze taken bij een zogeheten centrum- of servicegemeente.  

## Geschiedenis
In 1950 trad de (oude) Wet Gemeenschappelijke Regelingen (WGR) in werking. Vanaf die tijd is er kritiek op de wet geweest. De kritiek spitste zich toe op het gebrekkige democratische gehalte van een samenwerkingsverband. Besluiten worden in een WGR-regeling immers door een orgaan genomen dat niet rechtstreeks gekozen is.
Tot aan de vervanging door de (nieuwe) Wet gemeenschappelijke regelingen met ingang van 1985 zijn er verschillende voorstellen gedaan om tot een betere aanpak van de schaalproblematiek te komen. Dit resulteerde in pleidooien voor gewesten en provincies nieuwe stijl. In de meeste pleidooien werd de vorming van een vierde bestuurslaag noodzakelijk geacht. Dit moest gepaard gaan met een herverdeling van de verschillende bevoegdheden tussen de bestuursorganen.
Met de Nota Bestuurlijke Organisatie kwam er in 1983 een (tijdelijk) einde aan de discussie. Er werd gekozen voor verlengd lokaal bestuur en niet voor een vierde bestuurslaag. Deze opvatting resulteerde in de nieuwe wet.

## Uitvoering door de gemeente of provincie
Op verschillende wijze hebben gemeenteraden of Provinciale Staten invloed op een gemeenschappelijke regeling:
- Zij verlenen toestemming voor de oprichting, wijziging en opheffing van de gemeenschappelijke regeling door het college van B&W of Gedeputeerde Staten. Zij kunnen de toestemming alleen weigeren in geval van strijd met het recht of openbare orde.
- Voor het Algemeen Bestuur (AB) wijzen zij hun vertegenwoordigers aan. Die hebben een informatie- en verantwoordingsplicht aan hun gemeenteraad. De vertegenwoordigers zijn veelal leden van het college van B&W en soms raadsleden.
- Zij worden via het toezenden van de begroting van tevoren en de jaarrekening achteraf over de uitvoering van taken geïnformeerd.
- Zij kunnen hun zienswijze geven op de (ontwerp-)begroting bij het Algemeen Bestuur en zo nodig bezwaar maken bij Gedeputeerde Staten.

Het college van B&W of GS geeft in de gemeente/provinciebegroting en jaarrekening in de paragraaf verbonden partijen aan de gemeenteraad ook informatie over de ontwikkelingen bij Wgr's. Gemeenten en provincies houden verder een register bij van regelingen waarin wordt deelgenomen.

## Kosten en middelen
De totale saldo van baten en lasten van alle gemeenschappelijke regelingen samen bedroeg in 2004 € 7,6 miljard euro. Het Rijk financierde daarvan 46% en gemeenten 12%. De overige 42% is een bonte verzameling aan financieringsbronnen van Wgr's.
Naast de gemeentelijke bijdragen aan de uitvoering door Wgr's bestaan de bestuurlijke lasten voor de gemeenten zelf nog uit de kosten van
- de raadsbehandeling van de Wgr-begroting en de Wgr-jaarrekening en de eventuele reactie daarop;
- het jaarlijks beschikbaar stellen van middelen in de gemeentebegroting en verantwoording in jaarrekening daarover.

Volgens het CBS kostte in 2004 de samenwerking van gemeenten op algemeen bestuurlijk gebied met medeoverheden: zoals met buurgemeenten, de provincie, met de grote samenwerkingsverbanden rondom (groot)stedelijke agglomeraties, maar ook internationaal per inwoner van Nederland € 4.

## Soorten en aantallen
Er zijn 424 gemeenschappelijke regelingen (28 maart 2020), waaronder 25 veiligheidsregio's en 21 omgevingsdiensten.
In 2018 had onder de gemeenschappelijke regelingen Noaberkracht Dinkelland Tubbergen de meeste publicaties op Officielebekendmakingen.nl, namelijk 538, kennelijk doordat veel publicaties die gemeenten normaliter apart doen, hier door de gemeenschappelijke regeling zijn gedaan. In andere jaren was dit aantal veel lager.